# Seeungeheuer

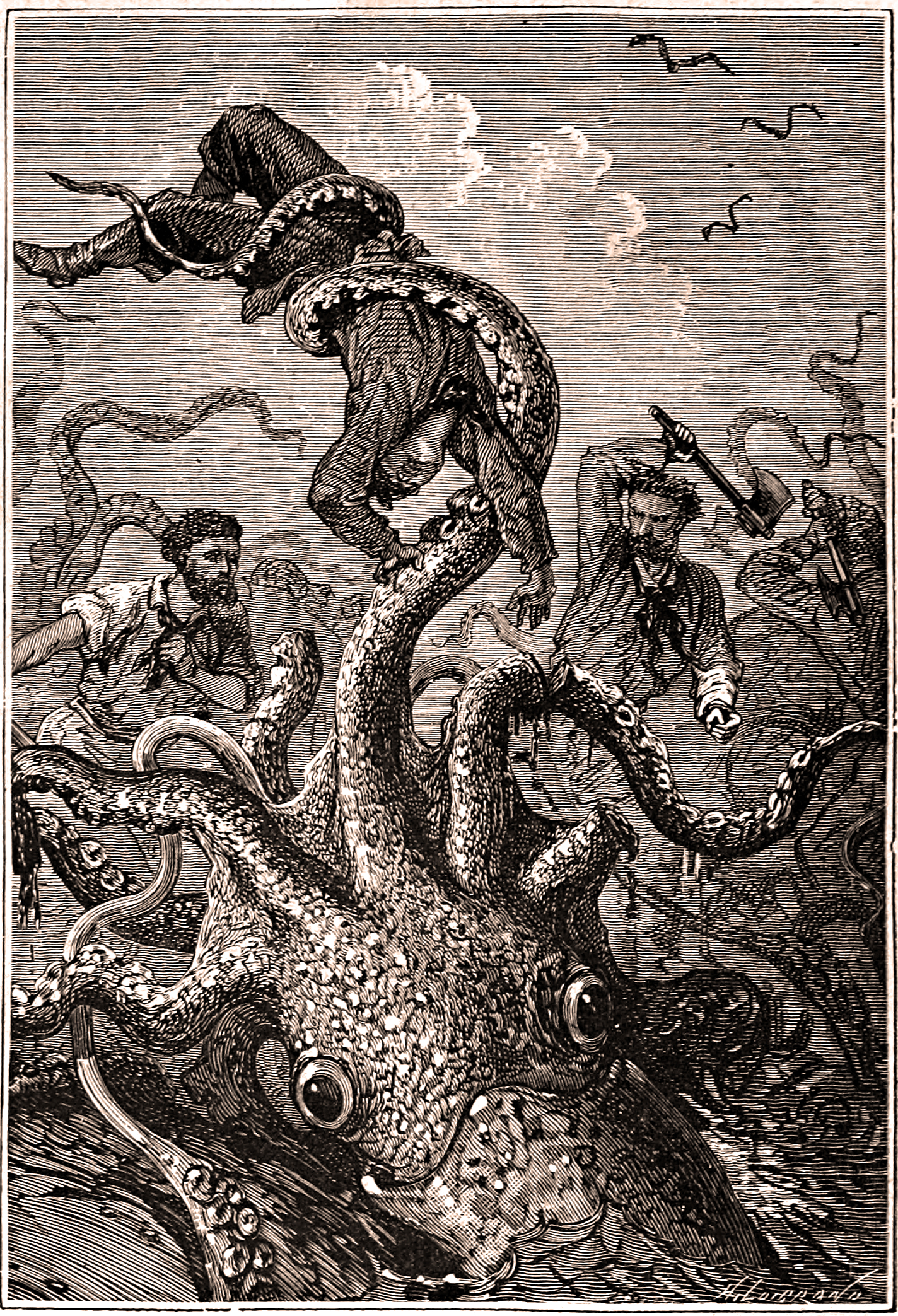
Darstellung eines Kraken aus 20.000 Meilen unter dem Meer.

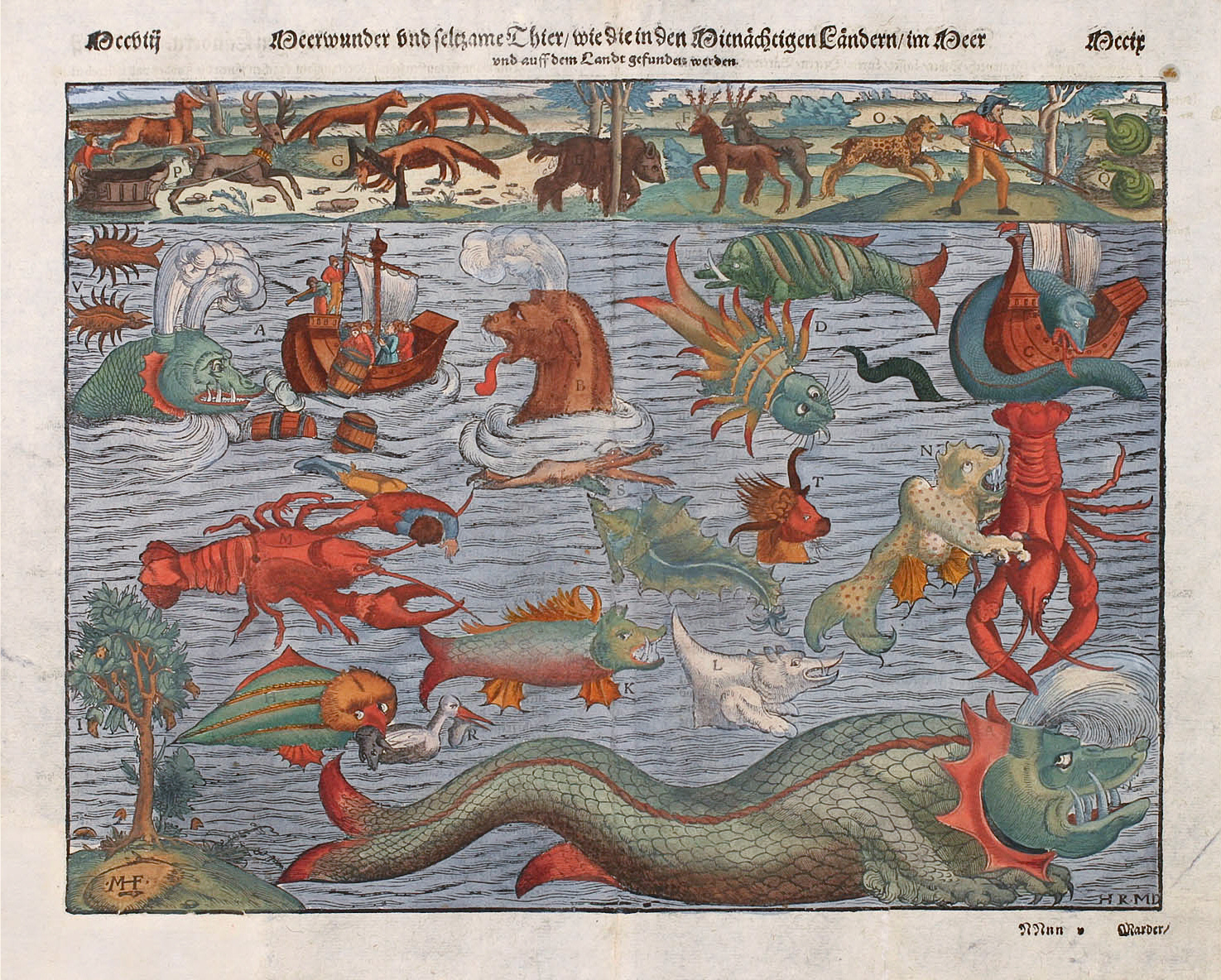
Zusammenfassende Darstellung von Seeungeheuern aus der Carta Marina

Mit dem Begriff Seeungeheuer werden mythische, im Wasser lebende Ungeheuer bezeichnet. Viele Beschreibungen von Seeungeheuern beziehen sich auf Wesen, deren Existenz bisher nicht nachgewiesen wurde. Einige Schilderungen können aber auf übertriebene Beschreibungen von Lebewesen wie Walen, Teufelsrochen, Riesenkalmaren oder Koloss-Kalmaren zurückgeführt werden. Die marinen Ungeheuer werden im Vergleich zu anderen Meeresbewohnern meistens als besonders groß und als Seeleuten gegenüber feindlich gesinnt dargestellt:8,13. Historische Schilderungen zeigen riesige Lebewesen, die Schiffe angreifen, Seeleute verschlingen oder Wasser spucken.

## Hintergrund
Der Ursprung der Seeungeheuer-Mythen ist meist nicht bekannt. Es existiert aber eine Vielzahl schriftlicher Überlieferungen zumeist von Seefahrern, in denen Begegnungen mit vermeintlichen Seeungeheuern geschildert werden. Der schwedische Geistliche Olaus Magnus stellte 1555 in seinen Werken Carta Marina und Historia de gentibus septentrionalibus zahlreiche Seeungeheuer in Wort und Bild dar, deren Beschreibung von späteren Autoren übernommen wurde. So finden sich Magnus’ Seeungeheuer beispielsweise auch in Conrad Gessners bedeutendem Werk Historia Animalium.:42–45
Einige Augenzeugenberichte von Seeungeheuern können auf übertriebene Beschreibungen von realen Lebewesen wie Walen oder Riesenkalmaren zurückgeführt werden. Trotz reichlicher und teilweise glaubhafter Beschreibungen von beispielsweise Seeschlangen konnte die Existenz dieser Wesen nicht nachgewiesen werden. So konnten Kadaver-Funde, die zunächst für Überreste von Seeschlangen gehalten wurden, als Überreste von Riesenhaien oder Riemenfischen identifiziert werden.:342ff Die Kryptozoologie beschäftigt sich mit Hinweisen auf die Existenz von bisher nicht nachgewiesenen Spezies wie zum Beispiel Seeungeheuern.

## Historische Beschreibungen und Schilderungen

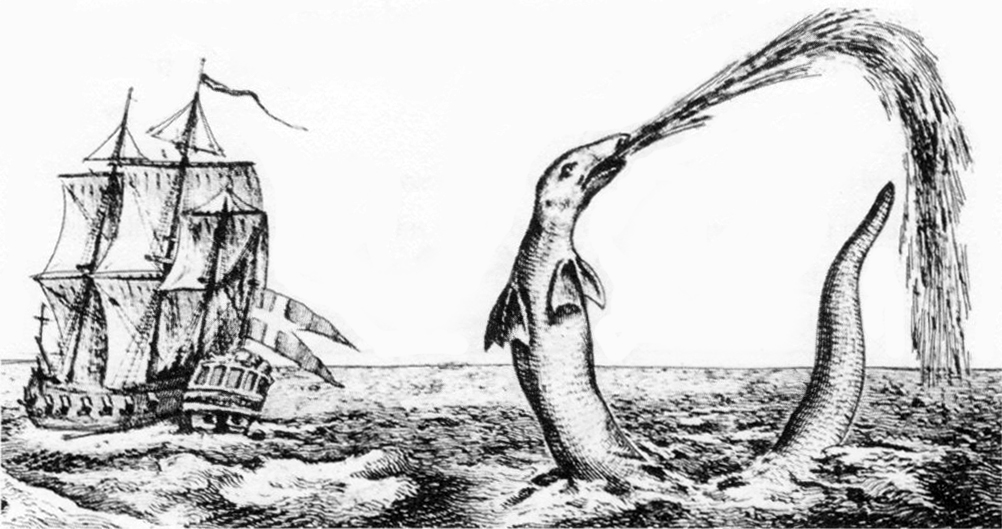
Darstellung einer Seeschlange von Hans Egede

Einige historische Seekarten wie die Carta marina oder mittelalterliche enzyklopädische Werke wie der Liber Floridus wurden mit Darstellungen von Seeungeheuern und Drachen verziert. Die Berichte von Seereisenden über solche Wesen sind aber über lange Zeiträume in unterschiedlichen Kulturen erhalten.
- Im Alten Testament wird Jona von einem großen Fisch verschlungen.
- Avienus berichtet in seinem Werk Ora maritima von dem karthagischen Seefahrer Himilkon von „Monstern aus der Tiefe“ (Ora maritima 117-29).
- Olaus Magnus beschreibt 1555 in seinem Werk Historia de gentibus septentrionalibus das „größte und monströseste Geschöpf des Indischen Ozeans“. Es sei etwa 100 Meter lang und „äußerst grausam“ gewesen. Es habe Schiffe angegriffen, indem es große Mengen Wasser auf Schiff und Besatzung gespien habe. Außerdem habe es versucht, Schiffe zum Kentern zu bringen, indem es sich auf Bug oder Heck warf.[2]:13
- Die Besatzung der HMS Squirrel (1582) unter Humphrey Gilbert soll 1583 auf ihrer Rückreise von Neufundland ein löwenähnliches Ungeheuer mit „glaring eyes“ gesichtet haben.[4]
- Der „Apostel der Grönländer“ Hans Egede beschreibt 1729 in Det gamle Grønlands nye Perlustration eine riesige wasserspeiende Seeschlange, die Tatzen und eine von Muscheln bedeckte Haut besessen haben soll. Das Ungeheuer soll drei- bis viermal länger als das Schiff und dabei in der Lage gewesen sein, sich mit den Körperenden weit aus dem Wasser aufzurichten.[2]:47[5]
- Der Walfänger Monongahela soll im Südpazifik, laut einem 1852 erschienenen Brief des Kapitäns, eine riesige Seeschlange erlegt haben. Das Wesen soll sich mit wellenförmigen Bewegungen durch das Wasser bewegt haben, über 30 Meter lang gewesen sein und einen langen, flachen Kopf mit scharfen Zähnen besessen haben. Die Überreste des beschriebenen Wesens verschwanden samt Schiff und Besatzung spurlos.[2]:63–64
- John Oliver La Gorce beschreibt 1919 in einem Artikel für National Geographic, wie ein Teufelsrochen die Ankerkette eines Schiffes mit seinen Tentakelhörnern gepackt und die Ankerkette mit Anker und Schiff auf das Meer hinaus gezogen haben soll. Die Beschreibung ist als unglaubwürdig zu beurteilen und vermutlich darauf zurückzuführen, dass zu diesem Zeitpunkt nur sehr wenig über Teufelsrochen bekannt war.[2]:14–15

## Bekannte Seeungeheuer

### Meeresungeheuer
- Cadborosaurus ("Caddy")
- Keto aus der Perseus-Sage
- Leviathan
- Midgardschlange
- Riesenkraken
- Seeschlangen
- Die Sirenen aus Homers Odyssee
- Skylla und Charybdis in Homers Odyssee
- Umibōzu

### Ungeheuer in Binnengewässern
In den Mythen und Sagen vieler Völker kommen in Seen, seltener auch in Flüssen, marine Ungeheuer vor. Eines der bekanntesten Monster in einem Binnengewässer ist das Ungeheuer von Loch Ness. Weitere See-Ungeheuer sind:
- Bessie
- Champ
- Igopogo
- Kelpies
- Kusshie
- Lagarfljótwurm
- Lariosauro, Comer See
- Manipogo
- Mhorag
- Mokele-Mbembe
- Nahuelito
- Ogopogo
- Selma
- Storsjöodjuret
- Totasee-Monster

### Aus Literatur und Pop-Kultur
- Der weiße Hai
- Godzilla
- Moby-Dick
- Wesen aus dem Cthulhu-Mythos